# Simona Bondoc
Simona Bondoc (n. 21 octombrie 1933, București) este o actriță română de teatru și film.

## Biografie
În 1954 a absolvit Institutul de Artă Teatrală și Cinematografică I.L. Caragiale, clasa profesor Beate Fredanov. A fost colegă de an cu Dem Rădulescu, Valeria Gagialov și Catița Ispas. Este actriță la Teatrul Național I. L. Caragiale din București din 1954, unde este Societar de onoare din 2002. 
Simona Bondoc a fost căsătorită cu  medicul chirurg Voinea Marinescu, Ministru al Sănătății în guvernul lui Gheorghe Gheorghiu-Dej. Fiica sa, Voichița, este absolventă a Massachusetts Institute of Technology din Boston, doctor în neurobiologie.

## Filmografie

### Filme de cinema
- Porto-Franco (1961) - Penelope, regia Paul Călinescu[4]
- Aventuri în Ontario (1969) - Margie
- Hyperion (1975)[5]
- Serenadă pentru două vârste (1978)
- Cuibul de viespi (1987) - Beatrice[6]
- Figuranții (1987)[7]
- Hotel de lux (1992), regia Dan Pița [8]
- Harvey (1994) - Betty Chumley
- Medalia de onoare (2009)
- Sacrificiul (2019) - Nuța
- Renovare (2009) - Flori, regia Paul Negoescu
- Aniversarea (2017) - Valeria Măligan
- Portrete în pădure (2017) - Maria

### Teatru TV
- Simple coincidențe de Paul Everac
- Arhipelagul Lenoir de Armand Salacrou
- Viligiaturiștii de Maxim Gorki
- Mariana Pineda de Federico Garcia Lorca
- Soțul ideal de Oscar Wilde
- Gaițele de Alexandru Kirițescu

## Teatru
Teatrul Național „Ion Luca Caragiale” din București
- Doamna Pernelle - Tartuffe de Molière, regia Andrei Belgrader, 2009
- Corul norilor - Comedia norilor după Aristofan, regia Dan Tudor, 2009
- Ardele - Egoistul de Jean Anouilh, regia Radu Beligan, 2004
- Regina Philippa - Eduard al III-lea de William Shakespeare, regia Alexandru Tocilescu, 2008
- Babușca - A patra soră de Janusz Glowacki, regia Alex Colpacci, 2006
- Doamna Szalay – Iubire de Lajos Barta, regia Grigore Gonța, 2004
- Contesa Vronskaia - Anna Karenina de Helen Edmundson după Lev Tolstoi, regia Alice Barb, 2003
- May Devenport - Așteptând la Arlechin de Noel Coward, regia Ion Cojar, 2002
- Anna Pavlovna - Cadavrul viu de Lev Tolstoi, regia Gelu Colceag, 2001
- Arlyne - Dragoste în hala de pește de Israel Horovitz, regia Ion Cojar, 1999
- Madge - Cabinierul de Ronald Harwood, regia Ion Cojar, 1991
- Betty Chumley - Harvey de Mary Chase, regia Tudor Mărăscu, 1994
- Doica - Medeea din Trilogia Antica după Euripide și Seneca, regia Andrei Șerban, 1990
- Gabriele - Drumul singurătății de Arthur Schnitzler, regia Mihai Berechet, 1988
- Margarita - Bădăranii de Carlo Goldoni, regia Victor Moldovan, 1988
- Doamna Koltay - Papa dolar de Gabor Andor, regia Mihai Berechet, 1984
- Simone – Cavoul de familie de Pierre Chesnot, regia Sanda Manu, 1980
- Pulcheria - Căruța cu paiațe de Mircea Ștefănescu, regia Mihai Berechet, 1980
- Iulia - Romulus cel Mare de Friedrich Dürrenmatt, regia Sanda Manu, 1977
- Generăleasa – Însemnările unui necunoscut după Fiodor Mihailovici Dostoievski, regia Ion Cojar, 1979
- Ekermanova - Examenul de Jan Pawel Gawlik, regia Cristian Munteanu, 1979
- Mătușa - Căsătoria de Nicolai Vasilievici Gogol, regia Sanda Manu, 1976
- Maria Samurcaș - Zodia taurului de Mihnea Gheorghiu, regia Mihai Berechet, 1973
- Doamna Stanca - Capul de Mihnea Gheorghiu, regia Letiția Popa, 1975
- Madam Vintilă - Jocul de-a vacanța de Mihail Sebastian, regia Mihai Berechet, 1961
- Muma - Alizuna de Tina Ionescu Demetrian, regia George Teodorescu, 1969
- Sora Angelika Glembay - Domnii Glembay de Miroslav Krleza, regia Moni Ghelerter, 1967
- Maria - Maria Stuart de Fredrich Schiller, regia Miron Niculescu, 1964
- Abbie - Patima de sub ulmi de Eugene O`Neill, regia Horea Popescu, 1964
- Eva - Adam și Eva de Aurel Baranga, regia Sică Alexandrescu, 1963
- Aretia - Dezertorul de Mihail Sorbul, regia Miron Niculescu, 1960
- Chimena - Cidul de Pierre Corneille, regia Mihai Berechet, 1959
- Maria - Blestematele fantome de Eduardo De Filippo, regia Ion Iancovescu, 1957
- Irina – Apus de soare de Barbu Ștefănescu Delavrancea, regia Marietta Sadova, 1956
- Dona Beatriz - Doamna nevăzută de Pedro Calderón de la Barca, regia Miron Niculescu, 1955 (Debut)

## Teatru radiofonic
- Marie Varescot - Tapaj Nocturn de Marc Gilbert Sauvajon
- Maxine - Noaptea Iguanei deTennessee Williams
- Coralia/Sultana - Generatia de sacrificiu de I. Valjan
- Emily Brent - Zece negri mititei de Agatha Christie
- Odette - Comisarul si cutia de pudra de Alain Franck
- Viola - "Drum fără sfârșit" de Aldo Nicolaj (1983), cu Radu Beligan
- Pădurea de Alexandr Ostrovski
- Vinovați fără vină de Alexandr Ostrovski
- Neînțelegerea de Albert Camus
- Când vine barza de Andrè Roussin
- Maxine - Noaptea iguanei de Tennessee Williams
- Lady - Orfeu în infern de Tennessee Williams
- Dona Alba - Dona Alba de Gib Mihăescu
- Mona - Steaua fără nume de Mihail Sebastian

## Premii și Distincții
- Premiul Academic „Mihnea Gheorghiu” al Uniunii Cineaștilor din România pentru minunatele creații aflate în patrimoniul cultural național a fost acordat în cadrul Galei Premiilor UCIN pentru filmele anului 2023 (Opera Nationala Bucuresti, 28 octombrie 2024)[10]

## Vezi și
- Listă de actori români